# Scorzonera callosa
Scorzonera callosa là một loài thực vật có hoa trong họ Cúc. Loài này được Moris miêu tả khoa học đầu tiên năm 1827.